# Colta (canton)
Colta est un canton d'Équateur situé dans la province de Chimborazo.